# Jatayu Airlines
Jatayu Airlines was een Indonesische luchtvaartmaatschappij met haar hoofdkwartier in Jakarta. De luchtvaartmaatschappij werd opgericht in 2000 en beëindigde haar activiteiten in 2007.
In 2008 werd de vergunning van Jatayu Airlines ingetrokken.
Jatayu Airlines heeft plannen om zijn activiteiten te herstarten met een Boeing 737-200.

## Vloot
In maart 2007, toen de activiteiten van Jatayu Airlines beëindigd werden, bestond de vloot uit de volgende toestellen:
- 3 Boeing 727-200

### Historische vloot
In augustus 2006 bestond de vloot van Jatayu Airlines nog uit:
- 5 Boeing 727-200
- 6 Boeing 737-200